# روز تمام‌عیار
روز تمام‌عیار (به انگلیسی: Perfect Day)، روز عالی ترانه‌ای‌ست از لو رید که سال ۱۹۷۲ ساخته و در دومین آلبوم مستقلش ترنسفرمر منتشر شد. شهرت این آهنگ در دهه ۹۰ و هنگامی که در فیلم قطاربازی از آن استفاده شد فزونی گرفت و نسخه‌ای از این ترانه که بی‌بی‌سی با حضور ستارگان موسیقی در سال ۱۹۹۷ منتشر کرد، سه هفته در صدر جدول تک‌آهنگ‌های بریتانیا قرار گرفت. لو رید آهنگ روز تمام‌عیار را در سال ۲۰۰۳ برای آلبوم کلاغ دوباره ضبط کرد.
سال ۱۹۹۵ نسخهٔ دورن دورن از این ترانه رتبهٔ ۲۸ را در جدول تک‌آهنگ‌های بریتانیا به دست آورد.